# جيمس ريان أونيل
جيمس ريان أونيل (بالإنجليزية: James Ryan O'Neill)‏ هو قاتل متسلسل أسترالي، ولد في 1947 في ملبورن في أستراليا.